# UFC Fight Night: Miocic vs. Hunt
UFC Fight Night: Miocic vs. Hunt è stato un evento di arti marziali miste tenuto dalla Ultimate Fighting Championship svolto il 10 maggio 2015 all'Adelaide Entertainment Centre di Adelaide, Australia.

## Retroscena
Questo è stato il primo evento organizzato dalla UFC nell'Australia meridionale.
Nel main event della card si affrontarono, nella categoria dei pesi massimi, Stipe Miočić e Mark Hunt. In questo incontro Miocic determinò il nuovo record per il maggior numero di colpi effettuati in un incontro UFC, con un totale di 361; inoltre stabilì il margine di colpi più elevato nella storia della federazione, con 315 colpi di differenza rispetto al suo avversario.
Andreas Ståhl doveva affrontare Kyle Noke. Tuttavia, il 2 aprile, Ståhl venne rimosso dall'evento e sostituito dal nuovo arrivato Jonavin Webb.
Seo Hee Ham doveva vedersela con Bec Rawlings, ma il 10 aprile subì un infortunio in allenamento per poi essere rimpiazzata da Lisa Ellis.

## Risultati
|                  | Divisione        |                  |                 |                  | Metodo                                      | Round           | Tempo           | Premio          |
| Card Principale  | Card Principale  | Card Principale  | Card Principale | Card Principale  | Card Principale                             | Card Principale | Card Principale | Card Principale |
| ---------------- | ---------------- | ---------------- | --------------- | ---------------- | ------------------------------------------- | --------------- | --------------- | --------------- |
|                  | Pesi Massimi     | Stipe Miočić     | batte           | Mark Hunt        | KO Tecnico (pugni)                          | 5               | 2:47            |                 |
|                  | Pesi Medi        | Robert Whittaker | batte           | Brad Tavares     | KO (pugni)                                  | 1               | 0:44            | POTN            |
|                  | Pesi Medimassimi | Sean O'Connell   | batte           | Anthony Perosh   | KO Tecnico (pugni)                          | 1               | 0:56            |                 |
|                  | Pesi Leggeri     | James Vick       | batte           | Jake Matthews    | Sottomissione (ghigliottina)                | 1               | 4:53            | POTN            |
| Card Preliminare |                  |                  |                 |                  |                                             |                 |                 |                 |
|                  | Pesi Piuma       | Dan Hooker       | batte           | Hatsu Hioki      | KO (calcio alla testa e pugni)              | 2               | 4:13            | POTN            |
|                  | Pesi Welter      | Kyle Noke        | batte           | Jonavin Webb     | Decisione non unanime (27-30, 29-28, 29-28) | 3               | 5:00            |                 |
|                  | Pesi Medi        | Sam Alvey        | batte           | Dan Kelly        | KO Tecnico (pugni)                          | 1               | 0:49            |                 |
|                  | Pesi Paglia (F)  | Bec Rawlings     | batte           | Lisa Ellis       | Sottomissione (rear-naked choke)            | 1               | 4:09            |                 |
|                  | Pesi Medi        | Brad Scott       | batte           | Dylan Andrews    | Sottomissione (ghigliottina)                | 2               | 4:54            |                 |
|                  | Pesi Paglia (F)  | Alex Chambers    | batte           | Kailin Curran    | Sottomissione (armbar)                      | 3               | 3:15            | POTN            |
|                  | Pesi Welter      | Brendan O'Reilly | batte           | Vik Grujic       | Decisione unanime (29-28, 29-28, 29-28)     | 3               | 5:00            |                 |
|                  | Pesi Mosca       | Ben Nguyen       | batte           | Alptekin Özkılıç | KO Tecnico (pugni)                          | 1               | 4:59            |                 |

## Premi
I lottatori premiati ricevettero un bonus di 50.000 dollari.
Legenda:
- POTN: Performance of the Night (viene premiato il vincitore per la migliore performance dell'evento)

## Incontri Annullati
|  | Divisione       |               |        |              | Motivo                         |
|  | --------------- | ------------- | ------ | ------------ | ------------------------------ |
|  | Pesi Welter     | Andreas Ståhl | contro | Kyle Noke    | Ståhl venne rimosso dalla card |
|  | Pesi Paglia (F) | Seo Hee Ham   | contro | Bec Rawlings | Ham subì un infortunio         |